# Cléon-d’Andran
Cléon-d’Andran – miejscowość i gmina we Francji, w regionie Owernia-Rodan-Alpy, w departamencie Drôme.
Według danych na rok 1990 gminę zamieszkiwało 718 osób, a gęstość zaludnienia wynosiła 70 osób/km² (wśród 2880 gmin regionu Rodan-Alpy Cléon-d’Andran plasuje się na 966. miejscu pod względem liczby ludności, natomiast pod względem powierzchni na miejscu 1103.).